# 龍門太白殿
龍門太白殿，臺灣澎湖縣廟宇，位於湖西鄉龍門村，全澎湖唯一奉太白星君（或載太白金仙、太白金星）為主神的廟宇。法師流派為「普庵派」。:321

## 沿革
台灣日治時期昭和六年（1931年），龍門村（時稱良文港）有村民劉送者，其子忽患急症病危，藥石無效，群醫束手無策，恰逢太白金星君下凡人間，以林有根為乩身施以藥方，其子突然痊癒。劉送為答謝神恩，乃捐獻太白星君、托塔天王、木吒太子等金身，供奉於林有根住處。林有根此後常設壇濟世，爾後又供奉起南海觀音與城隍公之神像，因香火茂盛，參拜者眾，乃決議籌資起建廟宇於聚落的東郊，廟身坐北朝南，順利於民國36年（1947年，歲次丁亥）2月竣工。
民國49年（1960年），廟方雕塑太白星君等諸神明大型金身。民國64年（1975年）因信徒增加者眾，決議擴建廟宇，乃拆除原廟，新廟順利於民國66年（1977年）2月22日入火安座，自此正式將廟名訂為「太白殿」。翌年起增祀文衡帝君關公，配祀福德正神；民國70年（1981年）村民陳進富敬獻一尊二郎神金身，後併祀於殿內。
民國72年（1983年）農曆十月十六日時，相傳太白星君上奏玉皇上帝願聘十八王公一同合祀，於十一月廿四日獲准，太白殿主持人遂於民國73年（1984年）農曆正月廿四至台北縣石門鄉乾華十八王公廟迎請香火，同年（1984年）二月廿八立神位祭祀。隔年（1985年）正月初十主事者建醮以表虔誠，二月初六雕塑金身，四月廿八舉行開光點眼安座儀式，偕太白星君等神尊共奉於正殿之中，自此同薦馨香、信眾得以共沐神恩。

## 圖輯

### 一樓
供奉主神太白星君與十八王公。

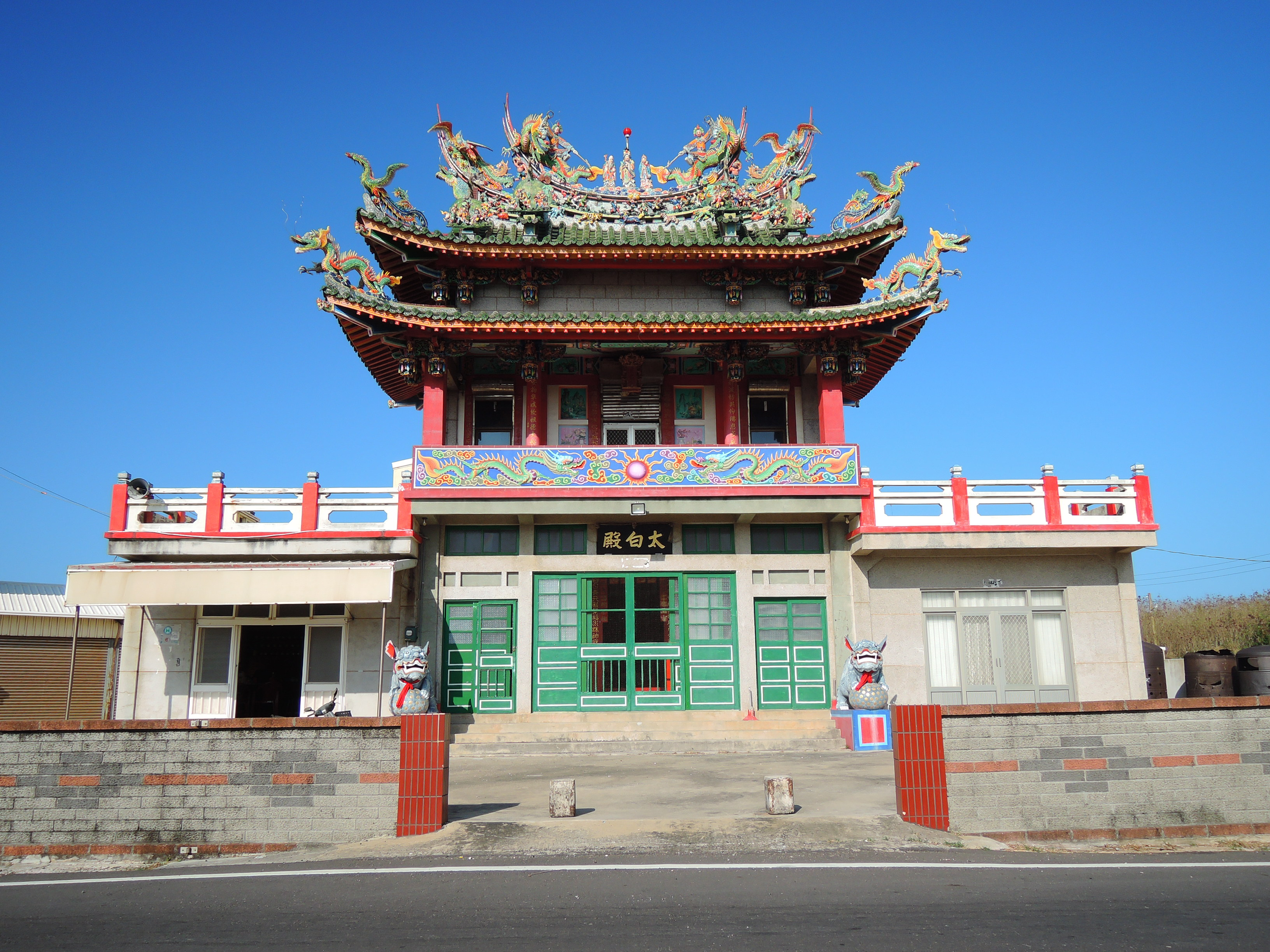
太白殿（攝於2019）
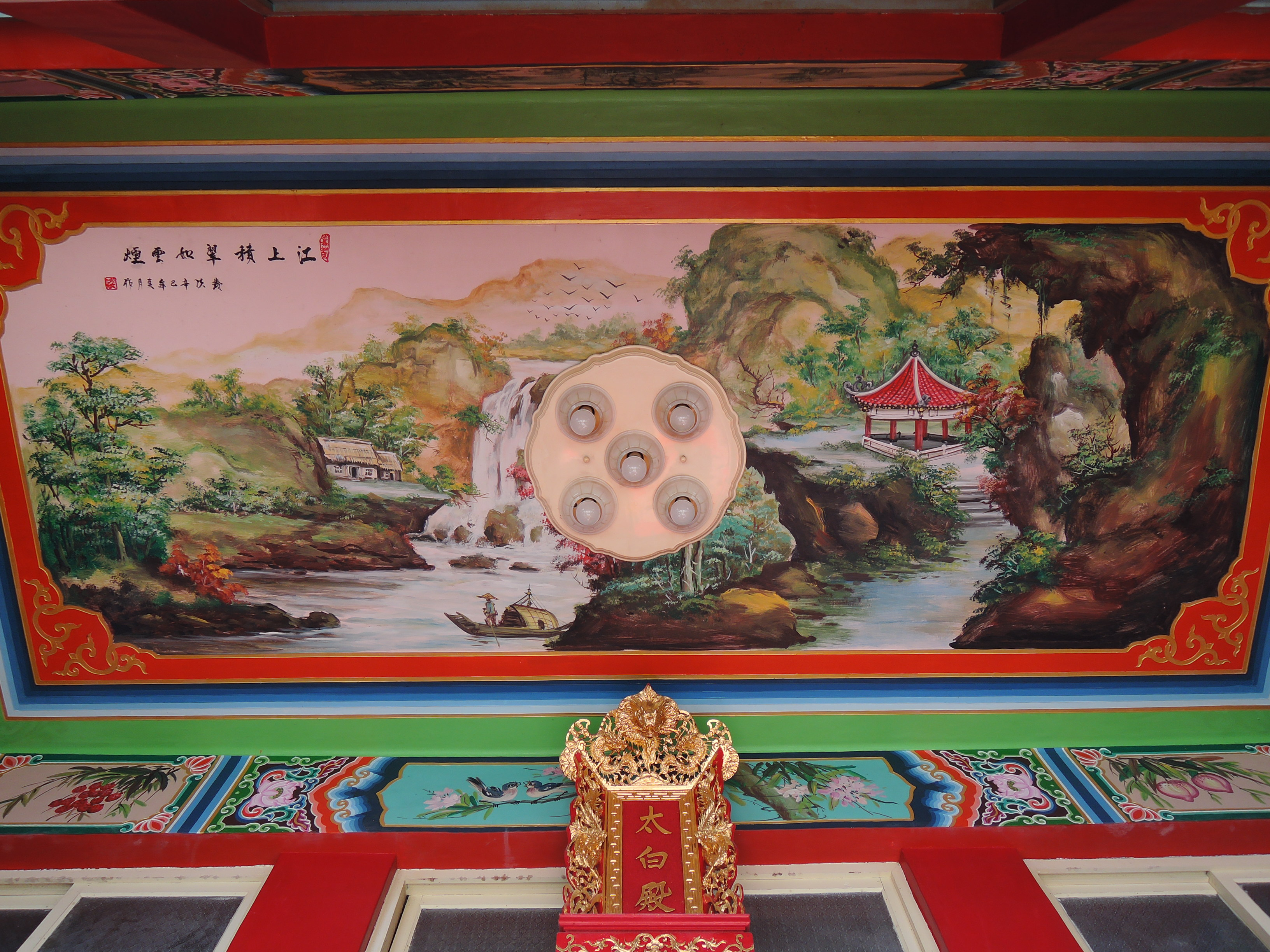
聖旨牌與壁畫彩繪
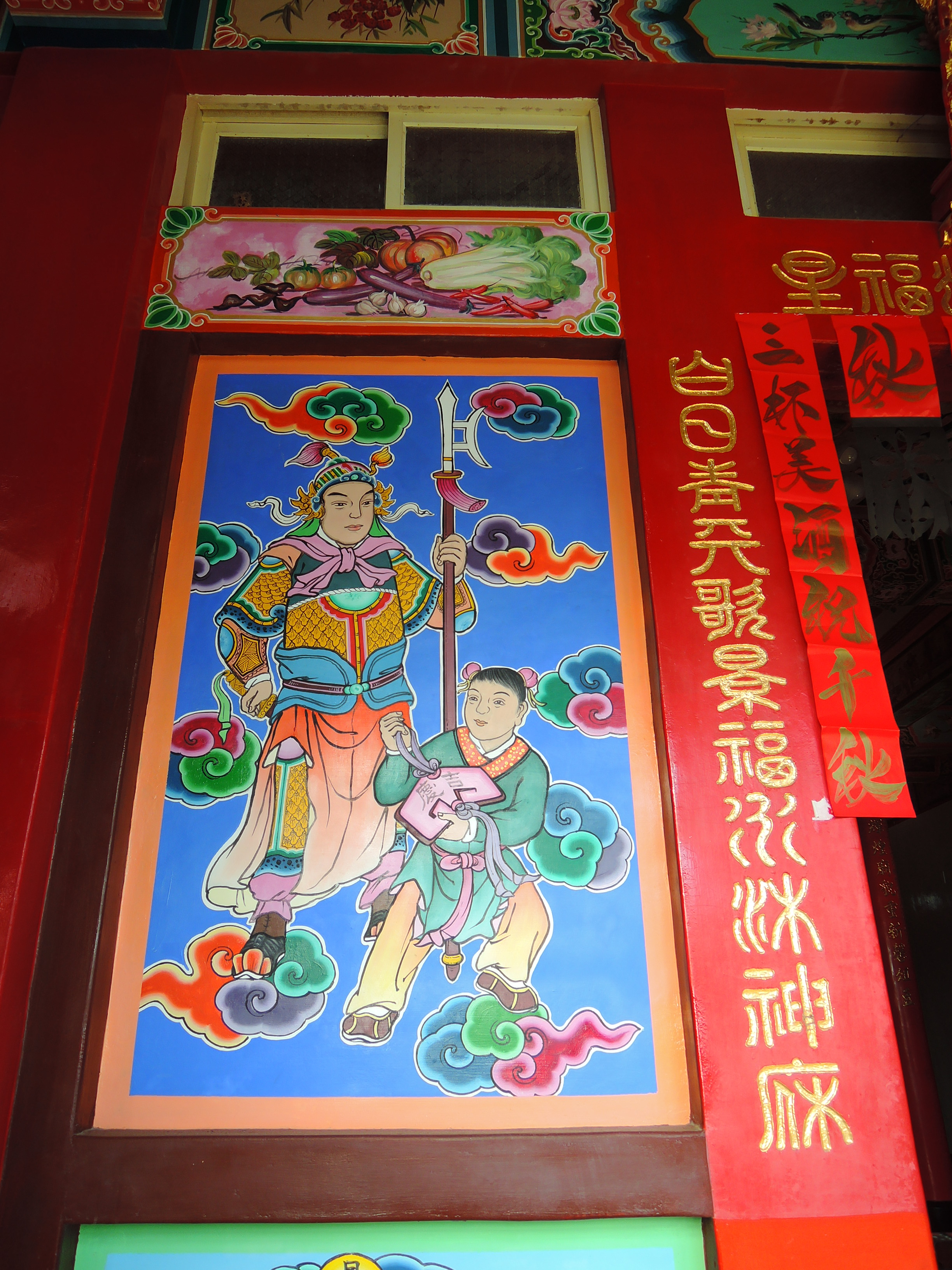
門彩繪：吉慶
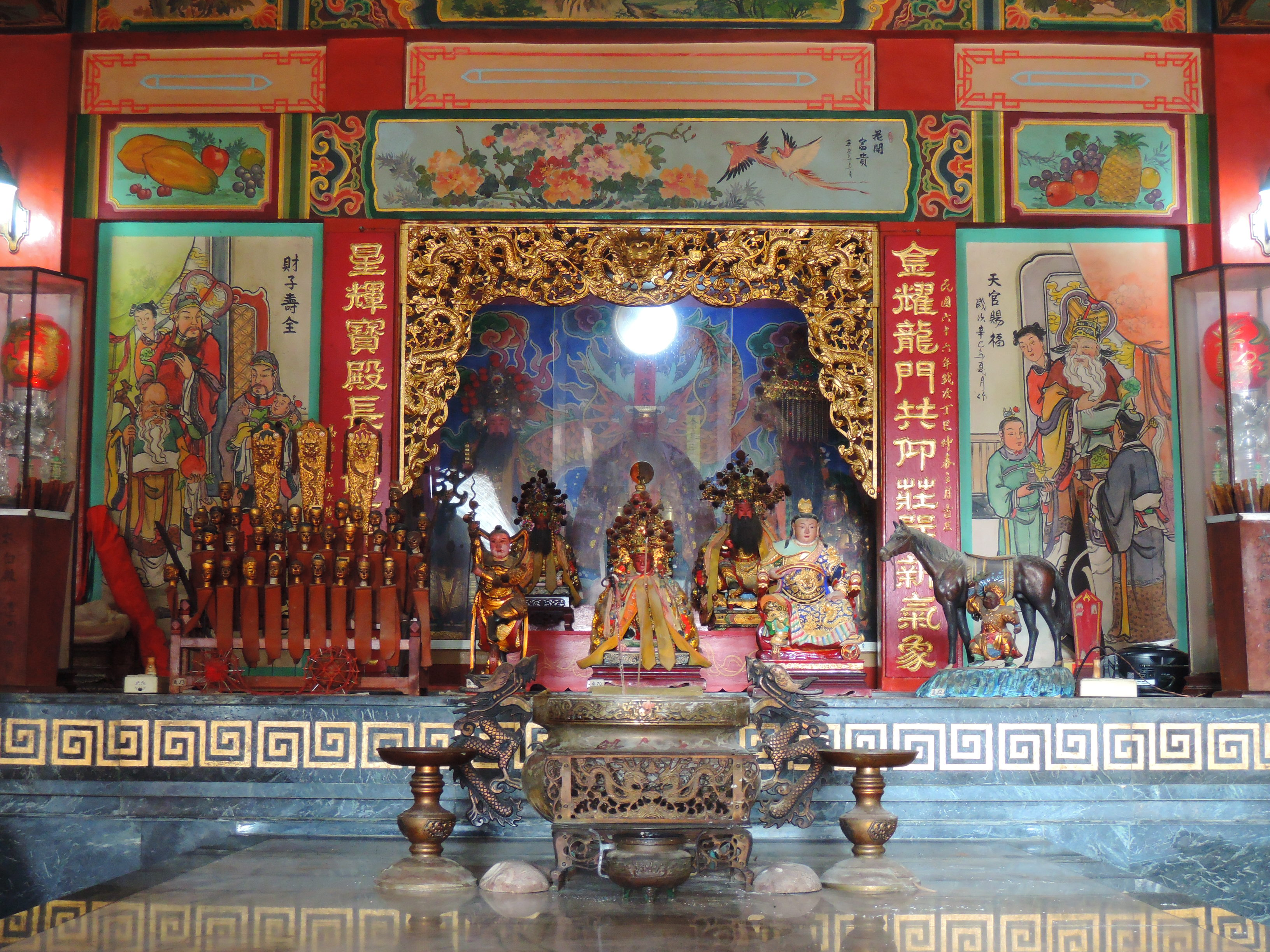
主神神桌、楹聯
天官賜福
十八王公神像

### 二樓
主祀南海觀音神像。

金爐、廟埕一隅
縣道204號一景
聖旨牌：南海觀世音
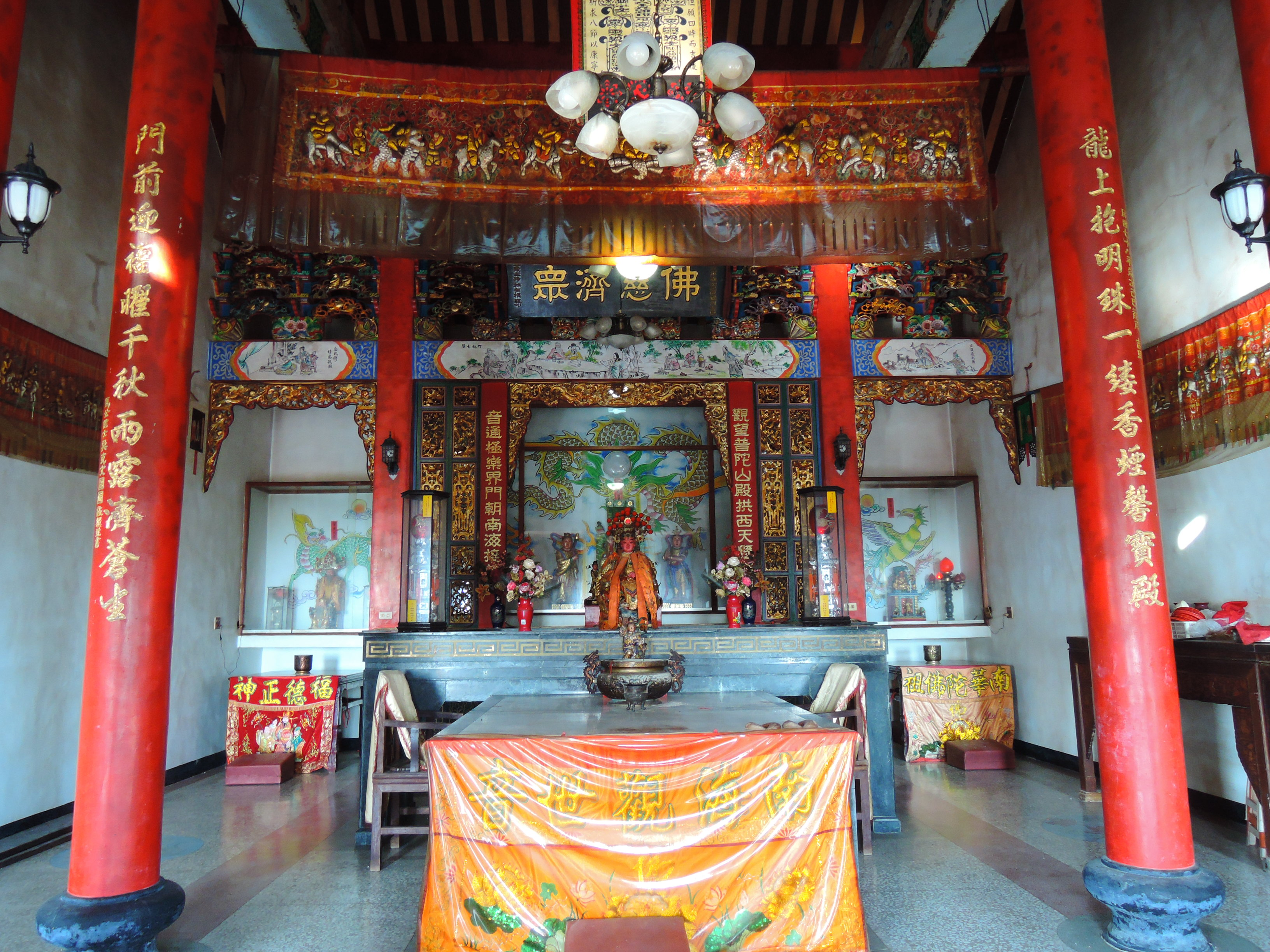
二樓大殿、楹聯
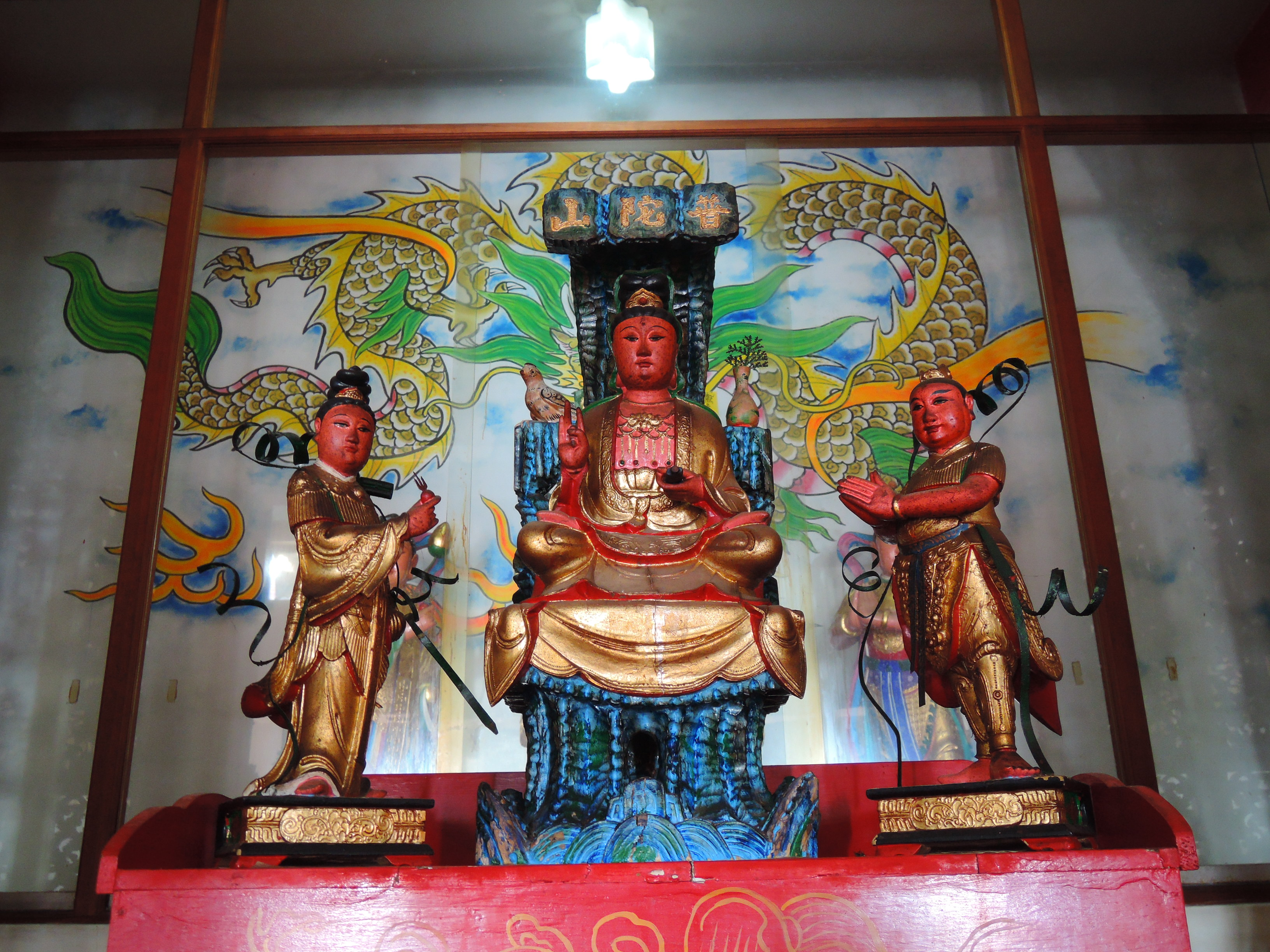
南海觀音菩薩（前像）
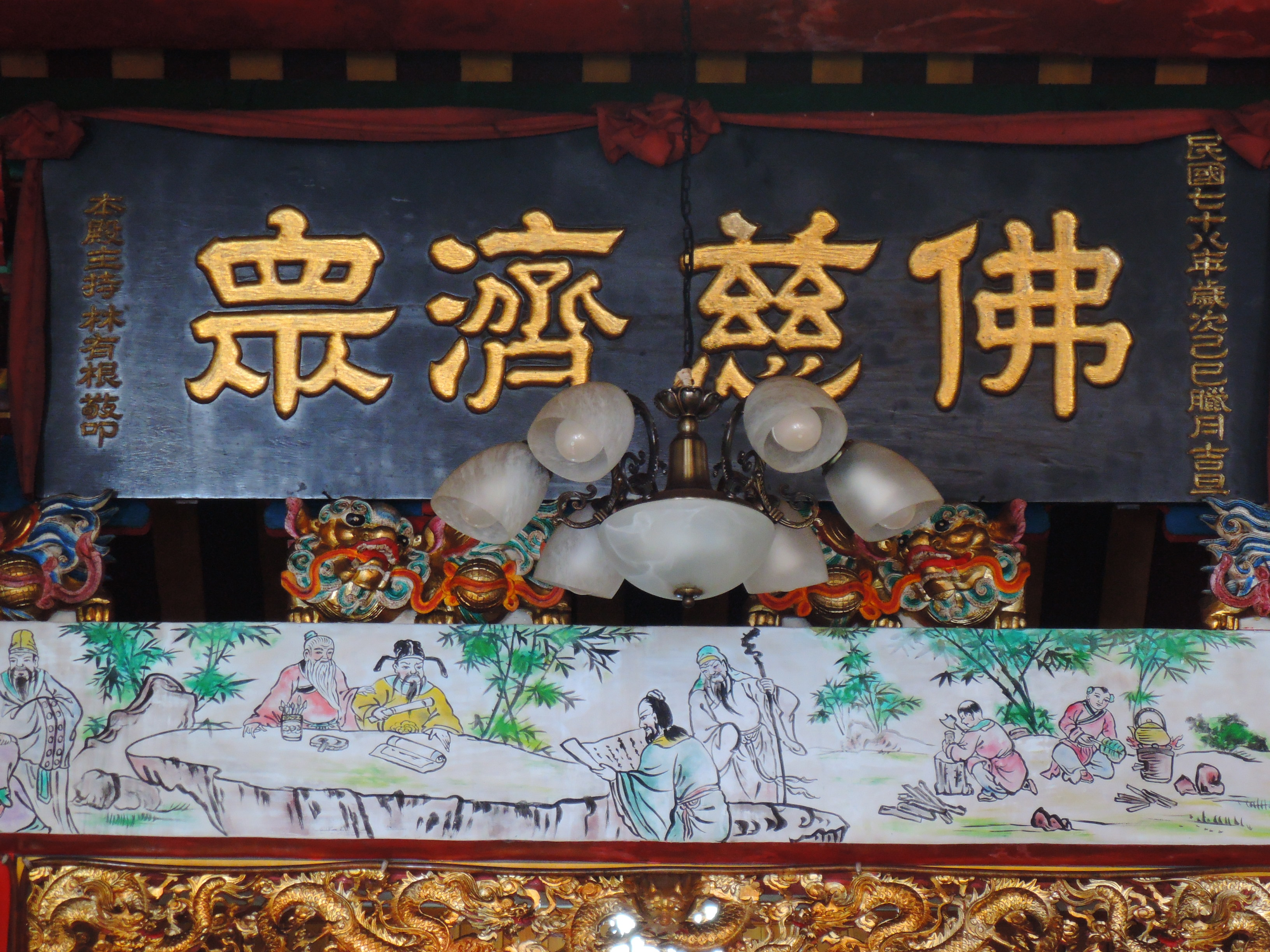
佛慈濟眾匾